# Pärnumaa
Pärnumaa (in estone Pärnu maakond) è una delle 15 contee dell'Estonia, situata nella parte sud-occidentale del Paese e affacciata sul Golfo di Riga.
Confina a nord con le contee di Läänemaa e Raplamaa, a est con quella di Järvamaa e Viljandimaa e a sud con la Lettonia.

## Geografia antropica
La contea è divisa in 21 comuni: due urbani (in estone linn; una terza città, Kilingi-Nõmme, è parte di un comune rurale) e 19 rurali (in estone vald).

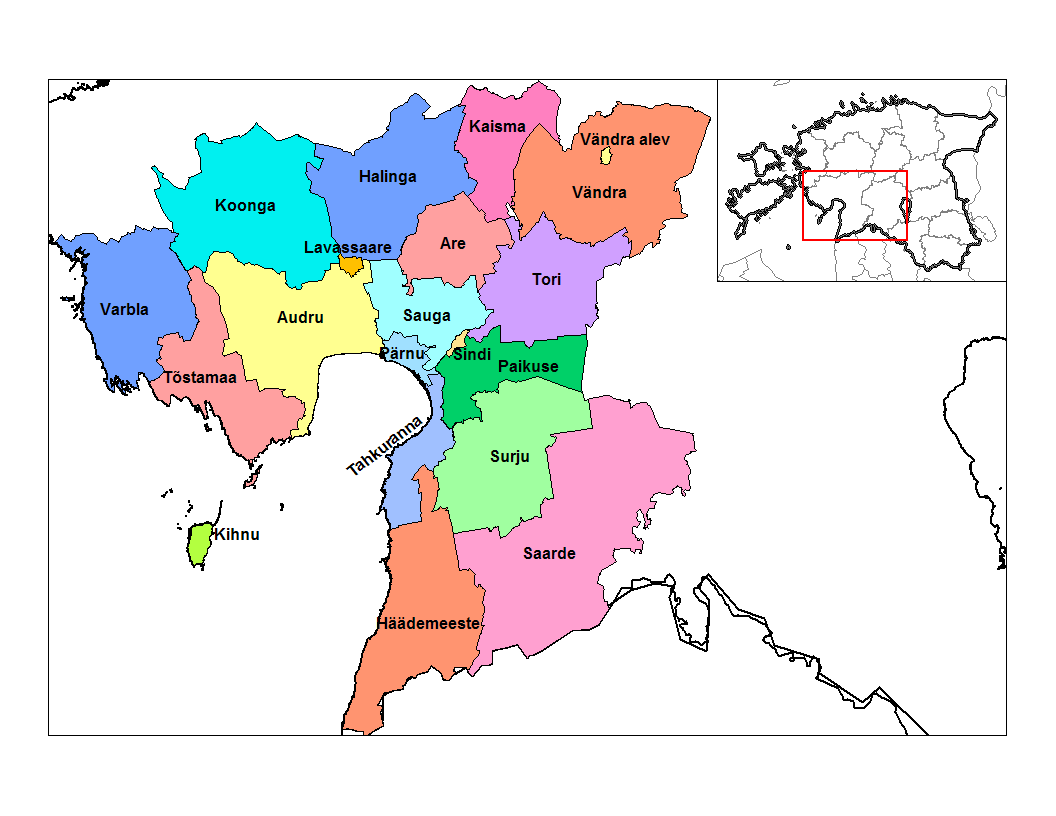
I comuni nella contea di Pärnumaa

### Comuni urbani
- Pärnu
- Sindi

### Comuni rurali
- Are
- Audru
- Halinga
- Häädemeeste
- Kihnu
- Koonga
- Paikuse
- Saarde
- Sauga
- Surju
- Tahkuranna
- Tootsi
- Tori
- Tõstamaa
- Varbla
- Vändra
- Vändra (comune rurale)